# Соколов Віктор Вікторович
Ві́ктор Ві́кторович Соколо́в (17 квітня 1919, село Табурище, нині у складі міста Світловодськ Кіровоградської області — 24 квітня 2002, Київ) — український поет.

## Життєпис
Закінчив Макіївський металургійний технікум, працював техніком—сталеплавильником.
Через хворобу полишив працю металурга, перейшов на роботу до газети, друкуватися почав 1938 року.
В 1958-66 роках керував Донецькою обласною письменницькою організацією, був головним редактором журналу «Донбас».
Був членом Національної спілки письменників України. З 1950 року проживав у м. Києві по вул. Чкалова, 52 в одному будинку з Ліною Костенко й Володимиром Яворівським. 
Помер 24 квітня 2002 року. Похований  у місті Києві на Байковому цвинтарі. 

## Творчий внесок
Збірки «Весна» (1949), «Роботящими руками» (1955), «Тобі» (1958), «Тривоги серця» (1965), «Сейсмічна станція душі» (1972), роман у віршах «Моє серце в Донбасі» (1960), поема-репортаж «Вогні в тайзі» (1974) тощо.

## Відзнаки
- Почесний громадянин Світловодська.
- Вулицю Колгоспну у Світловодську 4 лютого 2016 року перейменовано у вулицю Віктора Соколова.